# Прапор Трускавця
Хоругва міської ради Трускавця — міський прапор Трускавця. 

## Опис
Прапор міста «Хоругва міської ради»: квадратне полотнище, на зеленому тлі якого зображено срібна гуска з піднятими крилами та з жовтою гілочкою в дзьобі, повернута до древка, по периметру йде жовта лиштва завширшки в 1/10 сторони прапора. 

## Зміст символів
Гуска в гербі виступає як символ пильності та добробуту, знак, що здавна використовувався місцевою громадою. Зелена барва означає зелені ліси, що оточують Трускавець, характеризують його як місто – курорт. Авторами проекту прапора є Андрій Ґречило та Іван Сварник.

## Історія
Сучасний прапор Трускавця був затверджений у 1992 році.